# Callirrhoe (měsíc)
Callirrhoe (IPA: /kəlɪroʊi/ kə-LIRR-oh-ee, řecky Καλλιρρόη), nebo též Jupiter XVII, je Jupiterův pojmenovaný nepravidelný přirozený satelit, který patří mezi jeden z nejvzdálenějších od planety. Byl objeven 6. října 1999 v rámci projektu Arizonské univerzity Spacewatch. Původně byl označován jako asteroid (1999 UX18). Jeho oběžnou dráhu kolem Jupiteru objevil Timothy B. Spahr dne 18. července 2000 a dostal označení S/1999 J 1, platné do října 2002, kdy byl definitivně pojmenován po dceři boha řek Achelóosovi.
Callirrhoe má v průměru asi ~8,6 km, jeho průměrná vzdálenost od Jupiteru činí 24,103 Mm, oběhne jej každých 758,8 dnů, s inklinací 147° k ekliptice (140° k Jupiterovu rovníku) a excentricitou 0,283. Callirrhoe patří do rodiny Pasiphae.